# Система социального кредита

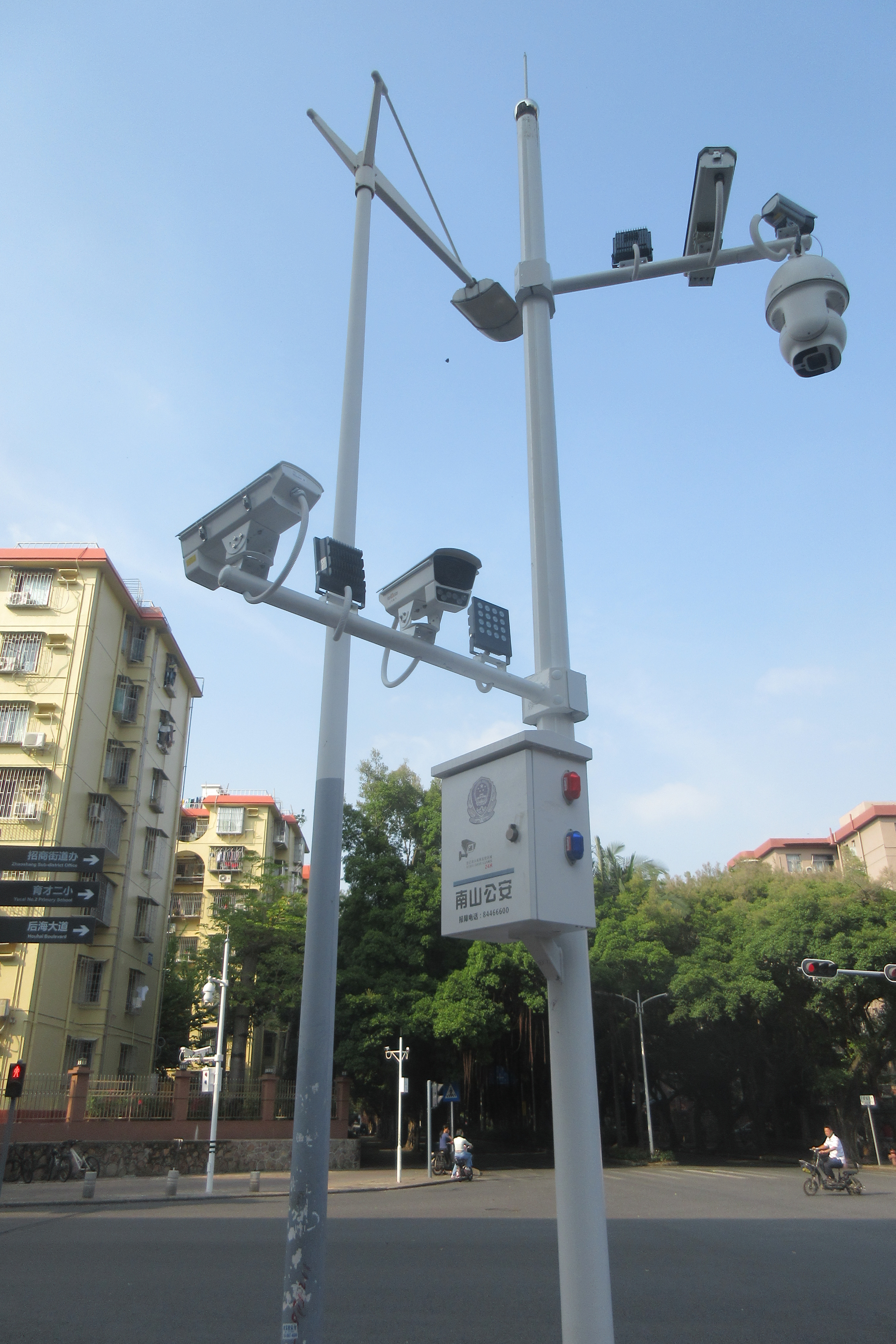
Камеры видеонаблюдения на перекрёстке фиксируют нарушение ПДД не только водителями, но и пешеходами

Система социального кредита, также встречаются названия «система социального рейтинга», «система социального доверия» (кит. трад. 社會信用體系, упр. 社会信用体系, пиньинь shèhuì xìnyòng tǐxì; уйгурский ئىجتىمائىي ئىناۋەت سىستېمىسى) — система оценки отдельных граждан или организаций в Китае по различным параметрам, которые оцениваются по множеству критериев с помощью инструментов массового наблюдения и использующих технологию анализа больших данных. Используется более 160 тысяч критериев, данные для которых собираются из государственных источников, корпоративных (Tencent, Alibaba, Baidu) и банковских. Критерии и параметры для граждан и организаций различаются, однако у них общий принцип поощрения за общественно полезные поступки и вычеты за нарушение законов и моральных норм.
Впервые начала реализовываться правительством Китая в 2010-х годах.

## Базовые сведения
Каждому гражданину начисляют стартовые 1000 баллов, которые постоянно изменяются на основании 160 тысяч показателей, поступающих из 142 учреждений и компаний. Владелец больше 1050 баллов считается гражданином с индексом ААА. С 1000 баллов можно рассчитывать на А+, а с 900 — на B. Если рейтинг упал ниже 849 — категория C, владелец которой может стать кандидатом на увольнение из государственных и муниципальных структур. Те, у кого 599 баллов и ниже, попадают в группу D, которым трудно устроиться на нормальную работу, им не дают кредиты.
Для сравнения: человеку с рейтингом А+ велосипед в аренду дадут без залога и разрешат полчаса кататься бесплатно; с рейтингом С велосипед дадут под залог в 200 юаней и почасовой оплатой; для группы D могут отказать в аренде велосипеда или потребовать залог больше стоимости велосипеда.
Примеры действия, за которые будут начисляться баллы:
- участие в благотворительной деятельности;
- забота о пожилых членах семьи;
- хорошие отношения с соседями и помощь бедным;
- сдача донорской крови (200 баллов);
- поддержка правительства в социальных сетях;
- наличие хорошей финансовой кредитной истории;
- совершение любого героического поступка.

Примеры действий, приводящих к вычетам:
- нарушение правил дорожного движения;
- участие в протесте против властей и размещение антиправительственных сообщений в социальных сетях;
- неудовлетворительную помощь стареющим родителям;
- распространение слухов и фейков в интернете;
- неискренние извинения за совершённые преступления;
- участие в деятельности сект и жульничество в онлайн-играх.

## История возникновения
14 июля 2014 года правительство Китая впервые опубликовало план и цели внедрения системы социального рейтинга. Основная цель внедрения системы — «построение гармоничного социалистического общества». Для координации выполнения поставленных задач была создана специальная комиссия при Политбюро ЦК КПК.
В соответствии с общим документом «О планировании строительства системы социального кредита (2014—2020)», выпущенным Государственным советом, система будет сосредоточена на четырёх областях:
- честность в государственных делах,
- коммерческая целостность,
- общественная целостность,
- судебная достоверность.

В настоящее время освещение этой инициативы в средствах массовой информации сосредоточено в основном на рейтинге отдельных граждан (что подпадает под «общественную целостность»). Тем не менее, планы китайского правительства выходят за рамки этого, и включают планы по рейтингу для всех предприятий, действующих в Китае.
Согласно плану, система должна была быть внедрена в Китае повсеместно к 2020 году, после испытаний пилотных проектов. В сентябре 2016 года правительство Китая опубликовало уточнённый перечень санкций, которым будут подвергаться обладатели низких рейтингов:
- запрет на работу в госучреждениях;
- отказ в соцобеспечении;
- особо тщательный досмотр на таможне;
- запрет на занятие руководящих должностей в пищевой и фармацевтической промышленности;
- отказ в авиабилетах и спальном месте в ночных поездах;
- отказ в местах в люксовых гостиницах и ресторанах;
- запрет на обучение детей в дорогих частных школах.

## Реализация
В 2015 году восемь компаний получили лицензию на запуск пробных систем, среди которых — Alibaba Group и Tencent.
В 2017 году система начала действовать в отдельных городах, например Жунчэн.
С 1 мая 2018 года вступили в силу ограничения для граждан и предприятий с низкой степенью надёжности.
Китайское правительство планировало внедрить общенациональную рейтинговую систему на всей территории страны к 2020 году, на 2023 год в разных городах и провинциях существуют свои правила, в Гражданском кодексе КНР нормы, баллы, привилегии или ограничения не закреплены. В частности, система начисляет баллы за сдачу крови или участие в работе благотворительных организаций, в Шанхае снимает баллы за нарушения в сортировке мусора. Высокий рейтинг помогает, например, с оформлением документов на бизнес. С апреля 2023 начала работать китайская сеть магазинов, где люди с высоким социальным рейтингом могут бесплатно получать продукты питания, бытовую химию, литературу и т. д. Эта сеть частично финансируется за счёт увеличенных налогов для граждан с низким социальным рейтингом.

## Критика
Идея неоднократно подвергалась критике из-за схожести последствий с теми, что характерны для режима диктатуры:
- объединение частных (личных) и государственных данных для вычисления рейтинга[14];
- неравенство в получении баллов на рабочем месте в случае, если вы являетесь блоггером, что зарабатывает на критике власти[14]
- побудительная (см. выше описание) система правильного поведения, включая уважение власти[14]

В случае несправедливого расчёта критериев эксперимент в состоянии посеять обиду и привести к серьёзным разногласиям между социальными группами с разными рейтингами.

## Похожие системы и эксперименты
- Банковские системы кредитного скоринга и/или оценки рисков при выдаче кредита для бизнеса и граждан (в РФ критерии формирует ЦБ РФ).
- Осенью 2022 в Болонье (Италия) собирались внедрить систему социального рейтинга, где за «хорошее гражданское поведение» можно получить скидки у организаций, которые добровольно присоединяются к инициативе. В это же время будет внедрён «умный кошелёк гражданина», на который будут начисляться деньги за экологически ответственное (правильная утилизации мусора) или общественно полезное (использовании общественного транспорта вместо автомобилей, волонтёрство) поведение.
- С 1 января 2023 Казахстан при содействии Программы развития ООН запустил «Цифровую карту семьи», которая основана на методе С. Алкир и Д. Фостера[16] (Оксфордский университет) по автоматическому начислению баллов. Семьи с уровнем −30 и меньше баллов могут рассчитывать на содействие государства в решении проблем, включая финансовое. Более высокие рейтинг предусматривает методическое содействие[17].

## Системы социальных рейтингов в культуре и искусстве
- В аниме-сериале, аниме-фильмах и манге Psycho-Pass история разворачивается в авторитарной, меритократической, био-алгократической и киберократической[англ.] будущей антиутопии в Японии, где вездесущая «система Сивилла (яп. シビュラシステム Сибюра Сисутэму)» следит за каждым членом общества, сканируя его психическое состояние и выдавая его «Психопаспорт (яп. サイコパス Сайкопасу)» для определения «коэффициента преступности (яп. 犯罪係数 Хандзайкэйсу:)» и соответственно социального статуса любого человека, при этом вклад в оценку вносит сеть из биологических мозгов выдающихся преступников.
- В эпизоде «Нырок» телесериала «Чёрное зеркало» показана система социального рейтинга на основе оценок гражданина в соцсети от пользователей и её негативные последствия.
- Также проблемы социальных рейтингов нашли отражение в эпизоде «Разработка приложений и приправ» сериала «Сообщество» и в эпизоде «Правило большинства» сериала «Орвилл».